# Vicia argentea
La vícia argentada (Vicia argentea) és una espècie que pertany a la família de les  fabàcies i viu exclusivament a l'alta muntanya, en tarteres de pedra preferentment calcària als dos vessants dels Pirineus, a França, Catalunya i l'Aragó.

## Descripció i distribució
És una petita planta més o menys prostrada que no sol créixer gaire més d'un pam o dos d'alçada. Està provista d'un poderós aparell subterrani amb forma de rizoma ramificat. Com a molts representants del gènere Vicia les fulles son compostes, pinnades, amb 7 a 10 parells de folíols de forma oblonga a linear i amb una petita punta al final. Normalment tenen un folíol terminal, però de vegades es veu substituït per un petit circell.
Les flors, de color rosat o blanquinós, tenen les venes marcades de color violaci i es troben reunides en un raïm dens i unilateral. Destaca pel color verdós clar amb pels blanquinosos que donen a la planta  un aspecte "argentat". A les tarteres on viu crea tofes més o menys grans que s'estenen entre les pedres amb aquesta coloració tan característica.
La vicia argentada és un endemisme dels Pirineus centrals que viu només en comptades localitats, en tarteres preferentment calcícoles, més o menys fixades. Per això es troba catalogada com a espècie vulnerable a les regions on viu. A Catalunya, pel Decret 172/2008, de 26 d’agost de la Generalitat, mitjançant el qual es va crear el Catàleg de flora amenaçada de Catalunya.

## Taxonomia
Aquesta espècie fou descrita pel naturalista francès Philippe-Isidore Picot de Lapeyrouse l'any 1813 a la "Histoire abrégée des plantes des Pyrénées", editada a Tolosa de Llenguadoc.
A la Flora dels Països Catalans, segons el criteri de Vigo i Bolós, es diu que cal considerar aquest tàxon com una varietat de l'espècie Vicia canescens, un oròfit del sud de la Mediterrània que viu a algunes muntanyes d'Itàlia i arriba fins a Síria i l'Iran:
Vicia canescens subsp. argentea (Lapeyr.) O.Bolòs & Vigo seria la combinació proposada. A les fulles superiors, de vegades, el folíol terminal es veu substituït per un circell i aquest seria un caràcter que l'aproparia a aquesta altra espècie.
Tant Flora Iberica com la base de dades "Plants of the World Online" consideren Vicia argentea una espècie acceptable.

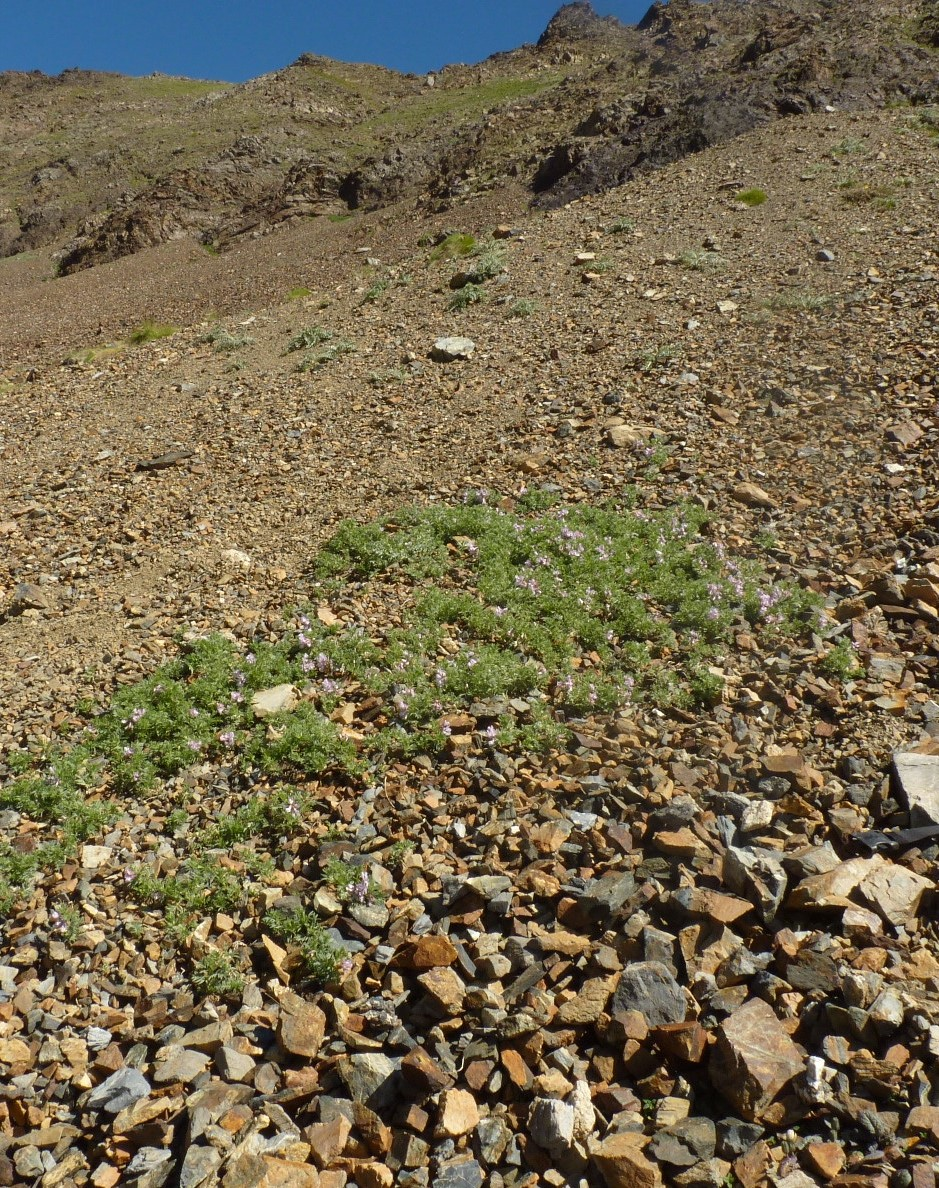
Vista general d'una petita població.
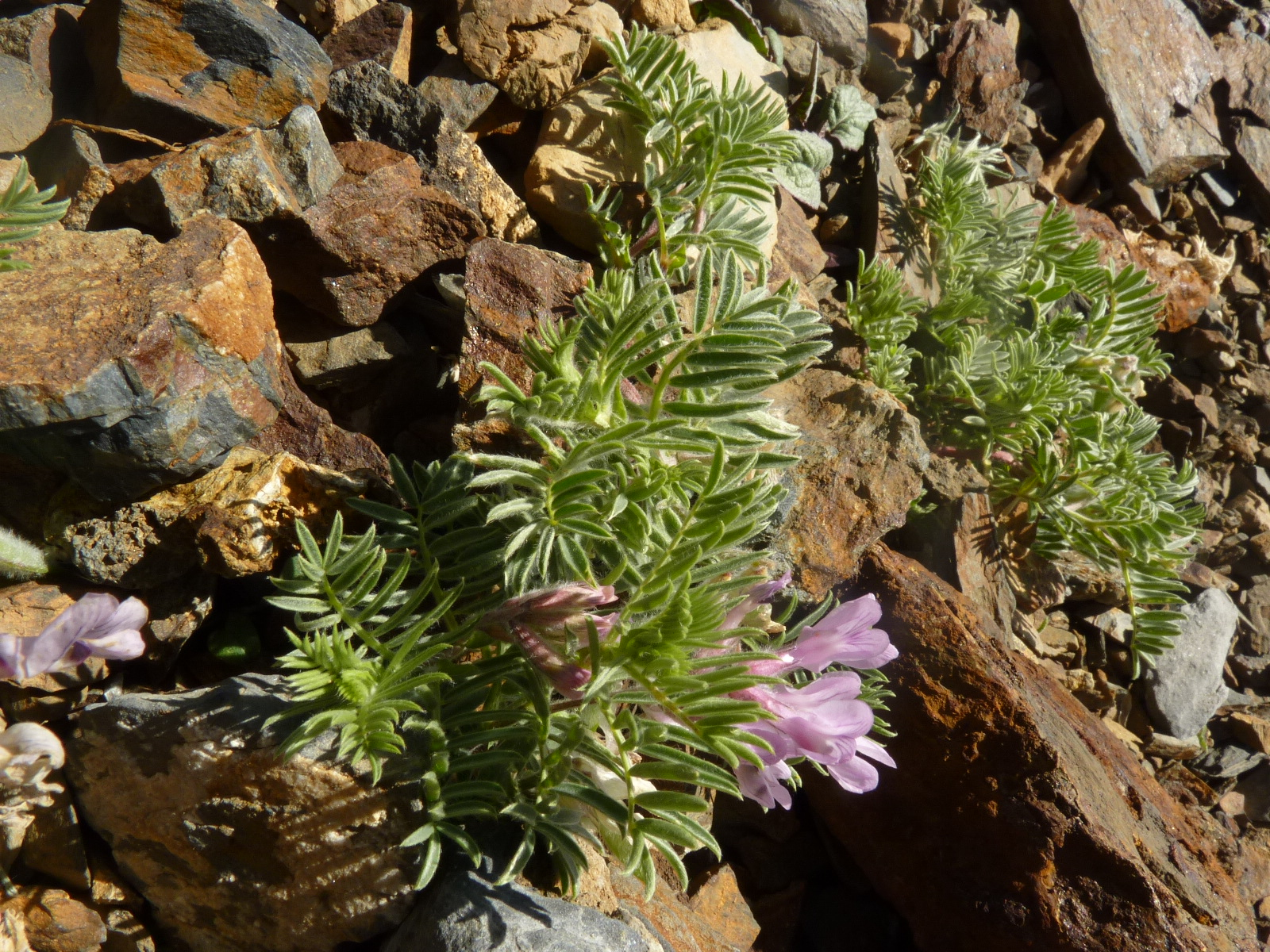
En una tartera de Llessui (Pallars Sobirà).